# 마티아스 클라우디우스
마티아스 클라우디우스 (Matthias Claudius, 1740년 8월15일 – 1815년 1월 21일)는 독일의 시인이다. 〈달이 떴다 Der Mond ist aufgegangen〉가 가장 유명한 작품이다. 〈반츠베커 보테 Der Wandsbecker Bote〉라는 잡지의 편집인으로 일하기도 했다. 예나대학에 입학해서 공부를 한 후에 편집자와 말단 공무원으로 생활하다가 1788년 슐레스비히홀슈타인은행의 한직을 맡게 되었다. 1771~75년에 편집자로 일했던 〈반츠베커 보테〉지는 일반인들의 계몽에 기여했고 가장 중심적으로 활동하던 문학가들에게도 인기가 있었다.